# Ćwiczenie dowódcze
Ćwiczenie dowódcze – rodzaj ćwiczenia taktycznego, którego celem jest doskonalenie umiejętności dowódców w zakresie organizacji i prowadzenia działań bojowych. Najczęściej ćwiczenia dowódcze mają formę zajęć grupowych, gier decyzyjnych, podróży polowych; z zasady są epizodyczne.